# Appoggiato
Appoggiato (italienisch für „getragen, gehalten, angelehnt“) ist ein Begriff aus der musikalischen Aufführungspraxis.
Appoggiato bedeutet – insbesondere beim Gesang – der tragende, bindende Vortrag, der die Töne ohne hörbare Lücke verbindet.